# El último pasajero (Chile)
El último pasajero es un programa de televisión chileno, basado en el programa homónimo argentino, transmitido por Televisión Nacional de Chile (TVN) entre 2006 y 2010 y solo en 2022 por Chilevisión. La primera edición en TVN fue presentada por Martín Cárcamo y la versión en Chilevisión por Juan Pablo Queraltó.
En el programa, tres grupos de estudiantes de educación media (tercero y/o cuarto medio), representando cada uno a un equipo (rojo, verde o azul), participan en diferentes juegos a fin de ganar un viaje con todos los gastos pagados (tradicionalmente conocido como gira de estudios), con destino a algún destino turístico. Por parte de TVN, el premio era un viaje a Reñaca ese mismo día y posteriormente, al sur del país, particularmente, a diversos puntos turísticos en las regiones de Los Ríos y Los Lagos. Por parte de Chilevisión, el premio consiste en un viaje a San Carlos de Bariloche, en Argentina. El programa toma lugar en un estudio simulando un terminal de buses, con una tribuna para cada equipo al costado y el área donde se montaban los juegos en los que los participantes concursaban con el objetivo de obtener un lugar en el bus y así, subir la mayor cantidad de pasajeros al vehículo de su respectivo equipo y, por consiguiente, tener más probabilidades de ganar el premio final. 
El programa también contaba con un personaje llamado Beto, que era el símbolo del programa, y con una modelo designada como “azafata” por cada equipo que los apoya durante toda la competencia; tres azafatas que con posterioridad al programa se harían conocidas en televisión, fueron Laura Prieto, Simone Mardones y Javiera Acevedo.
En abril de 2022, y a 12 años del fin del programa en TVN, se anunció que el programa regresaría a través de las pantallas de Chilevisión, siendo conducido por Juan Pablo Queraltó, y en reemplazo de las azafatas, cuenta con la participación de los influencers Vale Caballero, Franco Castagno y Majo Bleach. El programa conserva aspectos de la versión original, aunque se adaptan otros conforme a los nuevos tiempos. El programa fue grabado en Argentina, y los viajes también se realizaron en dicho país.

## Historia
La idea original proviene de la empresa productora internacional Endemol, en particular, de su filial de Argentina, donde El último pasajero se transmitió por primera vez por la cadena Telefe, el 1 de mayo de 2005, presentado por Guido Kaczka. El formato fue adaptado para Chile en conjunto por la filial chilena de Endemol y Televisión Nacional de Chile (TVN) en 2006, y llegó a la pantalla abierta el 16 de julio de ese año. La emisión de El último pasajero sería en vivo, y el horario en que se transmitiría se estableció los domingos a las 19:00 horas. Cabe mencionar que, en un principio, Chilevisión fue el canal que tenía en sus planes realizarlo.
Uno de los factores que llamó la atención del público hacia el programa en sus inicios, era que en meses recientes, se había vivido la llamada Revolución Pingüina, que correspondió a una serie de movilizaciones masivas de estudiantes secundarios a lo largo de todo Chile, y fue uno de los sucesos más importantes y comentados del país ese año.
Fue tal el éxito de audiencia que obtuvo el espacio que TVN pasó de la realización de 8 capítulos que estaban considerados en sus planes originales a alargar la temporada hasta fines de año. Posteriormente, se realizó una segunda temporada en 2007 y una tercera en 2008, además de una versión en la cual concursaban familias. Esta se llamó La familia del último pasajero, fue transmitida entre enero y marzo de 2008 y presentada por Karen Doggenweiler. Con esta continuidad en su emisión, El último pasajero se consagró como uno de los programas más esperados de la cartelera televisiva del día domingo y un espacio conocido entre la audiencia juvenil chilena. Esto se refleja en que habitualmente figuraba entre los programas más vistos del día, y en varias ocasiones, alcanzaba el primer lugar en este ranking.
Al principio, Busscar es la empresa que suministraba los buses al programa, en ese caso, el modelo Micruss I carrozados en chasis de empresas como Mercedes-Benz. Debido a la extinción de esa empresa, el programa buscó otra (Inrecar). A veces, en vez de un bus, puede ser un camión (Como es el caso de la nueva versión del año 2022, que es grabado en los estudios de Telefé Argentina, y los viajes son dentro del mismo país, y se utilizan camiones de la compañía chilena de gira de estudio: Travel Rock)
Durante 2009, el programa no se emitió debido a las limitaciones económicas que dejó la Gran Recesión a finales del año anterior. Sin embargo, se confirmó a principios de julio de 2010 que TVN realizaría otra temporada. Ese año, se modificó el horario de emisión del programa, pasándose a emitir los sábados a las 22:00 (incluyendo un capítulo que se emitió extraordinariamente el jueves, 23 de diciembre, a las 22:40 horas, después de la telenovela nocturna 40 y tantos). El 25 de octubre de ese año, el presentador del programa, Martín Cárcamo, es sacado de pantalla de forma abrupta por TVN por comentar públicamente que se incorporaría a la estación Canal 13 a comienzos del año siguiente. Desde esa fecha hasta terminada la temporada en curso, se emitieron sólo capítulos grabados previamente y no en vivo como era usual.
En 2011, Endemol, dueña del formato de El último pasajero, cede a Canal 13, los derechos de correalización y emisión del programa. No obstante, el programa nunca se llegó a emitir por esta cadena. Sin embargo, la estación televisiva emitió Quiero mi fiesta, de dinámica similar y conducido por el mismo Cárcamo junto a Juan José Gurruchaga, aunque el objetivo de este último era obtener una fiesta de graduación.
En abril de 2022, y a 12 años del fin del programa en TVN, se anunció que el programa regresaría a través de las pantallas de Chilevisión, siendo conducido por Juan Pablo Queraltó y con la participación de los influencers Vale Caballero, Franco Castagno y Majo Bleach en reemplazo de las azafatas. Esta versión del programa es grabada en Argentina, en los estudios de la productora Kuarzo, utilizados también por la nueva versión del programa en Argentina, que es emitida por Telefe (canal de Paramount, los mismos dueños de Chilevisión) y conducida por Nicolás Occhiato y Florencia Vigna.
El reestreno de la versión chilena fue el 5 de junio de 2022, donde Chilevisión lideró la sintonía con 10,5 puntos en promedio y un peak de 12. Se proyectan trece capítulos en este ciclo.

### Emisiones canceladas
Entre las veces que el programa tuvo que suspender su emisión, se encuentran eventos como la muerte de Augusto Pinochet el domingo 10 de diciembre de 2006; el accidente carretero ocurrido en la localidad de Putre, en el que se vio involucrado un bus de la empresa que organizaba las giras de estudio que se disputaban en el programa, donde perdieron la vida nueve estudiantes secundarias de un curso en medio de su gira de estudios, motivando la suspensión de la emisión del domingo 31 de agosto de 2008; un partido del recordado mundial de fútbol Sub-20, Canadá 2007, donde Chile goleó a la selección anfitriona por 3 a 0, el domingo 1 de julio de 2007; y las elecciones municipales de 2008 realizadas el domingo 26 de octubre de ese año, además de que el 2009 toda la temporada fue cancelada debido a la crisis económica.

## Participantes
El programa asigna el número determinado de pasajeros que son:
- El capitán: es el participante que toma las decisiones del equipo y también cumple otras funciones como interponer a otro equipo los llamados frenos. Este se sube antes del inicio del programa.
- Los pasajeros: son los participantes que juegan las diferentes pruebas a las que son designados, con el objetivo de subir y obtener un lugar en el bus de su equipo. Son 16 en TVN y 14 en Chilevisión.

Adicionalmente, de todos los pasajeros al momento de que se termina la cinta, se encuentra El último pasajero, que elige una llave entre tantas como pasajeros hayan quedado abajo del bus de su equipo.

## Estructura del programa

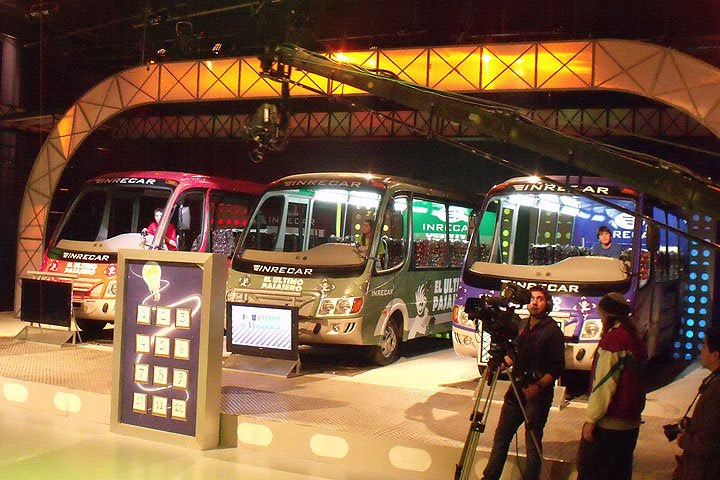
Buses del estudio en 2010.

### Juegos
Durante un episodio se realizan 3 o 4 juegos usualmente. Una vez terminado los juegos (frenos aparte), los equipos entran directamente a La Cinta. Si un equipo pasó la prueba, el narrador asignará el número de pasajeros que se subirán al bus. En caso de irregularidades (un insulto, por ejemplo), se le castiga al equipo involucrado con bajar uno o más pasajeros del bus. También el narrador puede anular las respuestas en algunos juegos en caso de que alguien del equipo sopla. A lo largo de la duración del programa los diferentes juegos que se vieron son:
- Memopie: consiste en ir avanzando por 9 baldosas de acrílico, que al pisarlas se encienden de un color. La baldosa debe encenderse del color del equipo propio y así avanzar hasta la meta. Si el color encendido no es el del equipo propio, el participante debe volver al punto de partida, pasando así el turno a otro equipo. El primero que llega a la meta es el ganador de la prueba. En la segunda temporada la prueba fue modificada, dividiéndola en tres etapas: la primera es atravesar los 6 primeros pasos correctamente, la segunda es atravesar los últimos 3 (si se falla en esta instancia, el o la participante no vuelve al punto de partida sino que al inicio de esta etapa), si se atraviesa correctamente el recorrido se llega a la última etapa que consiste en elegir 1 caja entre cinco, la cual puede contener un elemento que según sea correcto o no (explicitado previamente al comenzar el juego), se gana la prueba o se vuelve al punto de partida. En Chilevisión fue modificada de nuevo, es similar a la primera temporada, pero además, tienen que adivinar el código (si se falla en esta instancia, el o la participante no vuelve al punto de partida sino que al inicio de esta etapa).
- Memo dance: similar al juego del Memopie, en este caso al participante, uno por cada equipo, se le da una canción que previamente escucharon los 3, entonces primero les muestran que en la baldosa, por cada parte de la canción se enciende un color, después el participante cada vez que escuche cierta parte de la canción debe pisar la baldoza del color de esa parte, cada ronda aumenta de dificultad y si falla, sigue el participante del otro equipo
- Disco Baby: consiste en decir el nombre de una canción al alzar, mediante un pulsador. Compiten 3 participantes en esta prueba, dos que responden y uno que corre por una de máquina de correr con forma de disco. Mientras más veloz es el participante, mejor se escucha la canción. Los participantes tienen 15 segundos para responder. Son 4 etapas por las que hay que avanzar. En la penúltima etapa, se debe reconocer el intérprete de la canción y en la última, completar la canción la letra de la canción.
- Ahorcado: muy similar al conocido juego de lápiz y papel, donde compiten 2 participantes, uno que adivina las letras de la palabra (entre las palabras de cada equipo, hay un concepto en común), mientras está colgado de un arnés y uno que, cuando el primero contesta con una letra que no está en la palabra a adivinar, debe cortar un cable entre 6. Su compañero está colgado por uno de esos 6. Si escoge el cable que sujeta al participante, cae de inmediato, y automáticamente queda fuera de juego. El equipo que adivine primero la palabra o aquel cuyo participante sea el único en mantenerse sin caer gana el juego.
- Tú o Quién: juega un pasajero por equipo, los cuales están colgados horizontalmente de un arnés. A cada uno se le formula una pregunta quién debe decir si contesta él o ella mismo(a) o bien un contrincante. En el caso de que se conteste la pregunta correctamente se baja una cantidad de altura determinada. Si, en el caso de pasar la pregunta al jugador de un equipo contrario, este contesta incorrectamente, el participante que derivó la pregunta baja. Quien llegue primero a la base toca un pulsador y gana la prueba.
- Código X: es un juego muy similar al Ahorcado. En esta prueba, los participantes deben decir la palabra completa y no por letras. En cada turno al participante se le da una pista y una letra de la palabra en cuestión. Si el jugador contesta incorrectamente, otro compañero de equipo, que está abajo con un alicate debe cortar uno entre 5 cables, uno de los cuales hace explotar una bomba, que hace caer al participante en las alturas. Cada equipo tiene 60 segundos para adivniar las 5 palabras. El tiempo se detiene cuando el participante contesta erróneamente. La bomba también explota si el tiempo llega a cero. Al igual que en El Ahorcado, el equipo que primero adivine las 5 palabras o que cuyo jugador sea el único sin caer gana la prueba.
- La Pileta: juego en que compiten 2 participantes por equipo. Se realiza en una piscina con espuma donde los jugadores deben buscar fichas del color de su equipo donde aparezca Beto y depositarlas en un recipiente al borde de la piscina. Con la espuma el participante se puede confundir y sacar una ficha errónea donde salga otra figura, o incluso una ficha del color de otro equipo. Para ambos errores se resta una ficha de las conseguidas.
- La Piletra: tiene una mecánica similar a la pileta. Los jugadores deben buscar fichas que tienen letras para formar una palabra en un panel al otro lado del estudio al cual se trasladan por una rampa enjabonada. Quién forme primero la palabra correctamente es el ganador.
- Guatedardo: participan en esta prueba 3 o 4 participantes, quienes se convierten en un dardo humano. Se extiende por todo el estudio un gran tablero de dardos de plástico con jabón. Desde fuera del estudio los participantes toman impulso, dan un salto y se lanzan a este tablero, por el cual se deslizan. En el lugar en el que se detengan, se pone una ficha, cuya punta marca el puntaje que cada participante obtiene para su equipo. Los participantes que le siguen podrían mover la ficha de los anteriores modificando así el puntaje total más allá del que ellos marquen.
- Operación Matemática: en esta prueba juegan 3 concursantes por equipo los cuales se sostienen por un arnés al igual que en otros juegos. Se hace una operación inicial que se debe contestar correctamente y teniendo el resultado como base se hace otra operación, cuyo resultado debe ser dicho por el o la participante siguiente. Cuando uno se equivoque en la respuesta, caen los 3 participantes y otro equipo se preparará para su turno. El objetivo es obtener más respuestas correctas que los otros dos equipos.
- Gran Cerebro: en este juego se pone a prueba la agudeza visual. El participante debe observar un conjunto de letras o signos que van pasando rápidamente y se le pregunta cuantas veces apareció tal carácter. Otra modalidad de este juego es el conocido juego donde se colocan 3 vasos y debajo de uno de ellos se coloca un objeto. Estos se mueven cada vez más rápido y en un momento se detienen. A continuación, el participante debe responder en qué vaso está el objeto. El juego se divide en 10 etapas. El jugador que más respuestas correctas haya dado le da el triunfo de esta prueba a su equipo.
- Sin Palabras: en esta prueba juegan 2 pasajeros por equipo. Colgado de un arnés uno de los jugadores debe intentar adivinar una palabra o concepto guiándose por lo que dice su compañero de equipo, que está abajo. Por cada palabra hay 3 relacionadas con ella que este último no puede decir mientras intenta hacer que el otro participante adivine la palabra. De ser así, se toma por incorrecta y se pasa a la siguiente. El equipo que dé más respuestas correctas en 2 minutos gana el juego.
- Glup-Glup: en este juego compiten 2 participantes por equipo, uno de los cuales se ubica en un recipiente de vidrio con agua e intenta actuar o decir una palabra o concepto que su compañero debe adivinar. Se le dará una pista al jugador contestando cuando hayan pasado 10 segundos sin poder contestar correctamente. Este puede pasar de algunas palabras o frases que no pueda adivinar. Se le dan a cada pareja 4 minutos en los cuales, el equipo que haya tenido una mayor cantidad de aciertos, gana del juego.
- Big Bang: en este juego se sostiene de un arnés un participante por equipo. Deberán contestar a cálculos matemáticos en cadena con la misma mecánica de Operación Matemática. Por cada equivocación que cometa un pasajero, este bajará una cantidad de altura. Al equivocarse 3 veces, tocará el suelo y quedará fuera de competencia. El equipo que se mantenga en el aire, ganará el juego.
- Baño de Cultura: en este juego participa 1 jugador por equipo. Al frente de ellos se ubican 3 duchas continuas, donde también están las azafatas. Se le formula una pregunta de Verdadero o Falso a un participante. Si este contesta correctamente deberá elegir una azafata de algún equipo contrario para que se quite una prenda de las que lleva. Son 5 prendas que tiene cada azafata. Cuando una azafata queda sólo con su bikini, la ducha empezará a mojarla, dejando al equipo al que pertenezca fuera de competencia. El último equipo que mantiene a su azafata sin ducharse, gana.
- Arriba las Manos: este juego se basa en el conocido juego de cartas As, dos, tres. 2 pasajeros de cada equipo se ponen un disfraz de mano y el presentador va mostrando uno a uno los grandes naipes en un caballete, diciendo en orden cada uno de los números o letras de la baraja inglesa. Cuando coincide la carta dicha y la que aparece, los participantes deben correr y lanzarse sobre la figura de Beto en el piso. El jugador que lo toca primero, le da un punto a su equipo. El equipo que reúna más puntos al final del juego, gana.
- La Cascada: En este juego participa 1 jugador por equipo. Se realiza en una piscina en donde deben subir 5 patitos en menos tiempo por la cascada. El primero que sube todos los patitos en menos tiempo, o en su defecto, el mayor número de patitos, gana. Si se le cae el pato una vez arriba, ese pato será descontado.
- Los Aspiradores: Variante de Tú o Quién, con excepción de que si contesta mal o contesta el equipo contrario, el otro participante debe presionar un botón entre 6. Si se ilumina el número, sigue en competencia, pero si no se ilumina el número y sale blanco en su borde, es aspirado y eliminado. Si queda el último equipo, el presentador recibirá la carta en donde se encuentra el número que activa los aspiradores.
- Carrera de Trineos: Compiten 8 participantes, dos de ellos se convierten en renos.  Se le formula una pregunta a un participante. Si responde correctamente, se bajará del trineo. Si se le acaba las preguntas (de 3 a 6 por equipo), los renos empezarán a mover el trineo. El primero que toque la campana del otro lado de la pista gana.
- Los Fititos: Participan 7 concursantes, 2 de ellos tratan de empujar el auto y solo uno de los 5 que están adentro conduce. Los vehículos utilizados en este juego eran Fiat 500 de 1957 y Fiat 600, ambos modelos conocidos como los Fitos o Fititos. La pista está llena de obstáculos en el suelo y solo los que están afuera intentan empujar. Con cada minuto que pase, el narrador asigna un nuevo concursante. Si el auto llega a la meta, el conductor de ese vehículo tocará la campana. El primero que toca, gana.
- El Aguante: Solo un participante por plataforma y por equipo. Con cada error en las preguntas, la plataforma se eleva (Max.: 90°). Si se suelta, es eliminado. Para dificultar las cosas, no se puede colocar los pies sobre el muro.
- Los Súper Toboganes: Participan 2 pasajeros, uno debe responder y el otro es el verdugo del equipo contrario. El presentador lanza una canción y los participantes deben decir el artista. Con un error, el verdugo empieza a subir, y con 3 errores, el verdugo empieza a tirar la palanca, dejando al participante deslizar hacia abajo y eliminando en el proceso.
- El Tagadá Musical: Similar a los toboganes, pero en vez de estos, se realizan en los Tagadá, y solo participa un pasajero. El primero que acierte a más artistas gana. Son 10 canciones por equipo.

### Frenos
Si uno de los equipos contrarios al ganador acciona el freno, interrumpe el progreso del programa y el narrador advierte al presentador que se activó la alerta de freno. Los frenos son desafíos que pone un equipo contrario al que ganó un juego anterior, para evitar que este suba los pasajeros correspondientes y lograr subirlos a su equipo. Los capitanes tienen la oportunidad de accionarlo, presionando un pulsador a un costado. Quien lo logre hacer primero, debe elegir a los pasajeros del equipo "frenado", quienes deberán realizar exitosamente el desafío. Es posible que el presentador llamará al personal ajeno al programa para realizar dichos frenos, como los peluqueros.
- Beso Sabor: consiste en que una participante debe probar un alimento al azar, y besar a otro participante con los ojos vendados. Dicho beso debe durar 30 segundos, de lo contrario, el freno se declara perdido. Luego el participante debe decir lo que probó su compañera. Si la respuesta es correcta, el equipo pasa el freno.
- Beso Teleserie o Película: Los elegidos deben besarse tal cual como aparece en una escena mostrada durante 30 segundos seguidos y sin separarse. Dependiendo de la actuación y del beso pasan o no, el freno. Este freno puede aplicarse tanto para los pasajeros como para los padres.
- Peluquería: Consiste en un corte de pelo al azar que puede ser para hombre o para mujer mediante ruleta. Los participantes deben aceptar el freno para pasarlo. Si seleccionó espejo, el turno pasa al equipo que activó el freno y vice-versa.
- Depilación: consiste en una depilación de axila, pecho y/o rodilla. Este freno está destinado a varones. Los participantes deben aceptar el freno para pasarlo.
- Pesada de pelo/Duelo de Peluquería: 2 participantes de los diferentes equipos (equipo ganador del juego anterior y equipo que pone el freno) se van cortando mechones de pelo alternadamente y se van pesando. La participante que rechace el corte de la cantidad de cabello necesaria para superar el peso del cabello cortado de su contrincante pierde la prueba.
- Waka-Waka: 2 participantes del sexo opuesto deben ingerir una mezcla de alimentos previamente metidos en una batidora, lo que resulta una mezcla de sabor desagradable al gusto. Para pasar el freno se debe aceptaro y lograr ingerir todo en el recipiente.
- Duelo de Chapes: tiene la misma estructura que el duelo de peluquería, con algunas diferencias. Una participante designada por el propio equipo, tiene 20 chapes. La participante a quien le corresponda cortarse el mechón de pelo sostenido por un chape se determina por el lanzamiento de una moneda. La jugadora que primero rechace el corte o la que se quede sin chapes a cortar, pierde.
- Tatuaje: se elige a un participante o padre, según corresponda y este deberá elegir un sobre el cual viene con un modelo de tatuaje que deberá hacerse. Los participantes deben aceptar el freno para pasarlo.
- Corte de ceja: un participante o padre, elegido por el capitán del equipo que impuso el freno, debe elegir un sobre en el cual aparece un modelo de corte de ceja, que es el que deberá hacerse la persona elegida para pasar el freno.
- Palo largo, palo corto: Un participante debe sacar el palo. El palo más largo equivale a un punto. El equipo que tenga 5 puntos gana.
- Gato a ciegas: Solo un profesor o padre tiene que jugar al gato, pero con los ojos vendados. Ellos tiene que elegir un número del 1 a 9. Si se repite el número, se mantiene en ese mismo. Para dificultar las cosas, se realizan en los tagadá. Gana el mejor de 3 juegos.

### La cinta
Este juego, como su nombre lo dice, es el último en realizarse. Una vez que inicia el juego, ya no pueden poner frenos (en caso de empate, es posible que el narrador asigne el orden de inicio). En caso de que alguien sopla, el narrador anulará la respuesta. Las sanciones por irregularidades siguen en pie. Se extienden por el estudio 3 cintas transportadoras en las que están los participantes que no lograron subir al bus en los juegos en que participaron (o que fueron obligados a bajarse debido a las sanciones impuestas por el narrador o debido a que fallaron en los frenos). A cada participante se le hace una pregunta de cultura general seguida de 3 alternativas, una de las cuales es la respuesta correcta. Si el pasajero contesta bien, sube al bus y sigue contestando el participante de su equipo que estaba detrás de él. Con cada error o si se demora en responder, será el turno de otro equipo. Cabe destacar que, con excepción de los capítulos previamente grabados, la audiencia puede votar por un equipo a través de un mensaje de texto (SMS), haciendo que el equipo que obtenga el mayor porcentaje de votos suba una cantidad determinada de pasajeros a su bus durante esta prueba.
Algunas veces el juego comienza con el llamado Momento Mateo, en el cual se le hace una pregunta abierta al participante, de una categoría elegida por él o ella de entre las que se le presentan. Cabe mencionar que durante la época en que se emitió el programa Algo habrán hecho por la historia de Chile, las preguntas del Momento Mateo estaban relacionadas con los temas sobre los que se trataba en cada capítulo de dicha serie. Algo similar se realizó cuando se emitió la serie Grandes Chilenos.
En algunas ocasiones y sin previo aviso puede aparecer el Momento Maldito en el cual se formula una pregunta sin alternativas y sobre un tema definido para los 3 equipos, o bien, se le indica una palabra al pasajero, quien en una pizarra que se le entregue debe escribirla correctamente. Si se contesta erróneamente, se deberá bajar 1 pasajero del bus del equipo respectivo.
Por defecto, la cinta termina cuando uno de los equipos le queda un solo pasajero abajo, pero desde 2007, el narrador le avisa al presentador que puede terminar prematuramente, ya sea por falta de tiempo del programa o por temporizador.

### Las llaves
Esta es la etapa final del programa. Antes de realizar esa etapa, el presentador llamará al conductor quien operará a los buses y calculará a todos los pasajeros abajo antes de subirlos (dejando al último abajo) y dicha cantidad se convierte en el número de llaves. De ese número se le agrega al capitán, que no ha participado del todo en todos los juegos, que también se convierte en llave, dejando solo 2 llaves en total en caso de se subieron todos los pasajeros y 17 en caso de que algún equipo no subió pasajeros (15 en Chilevisión). Cada participante designado como el último pasajero de su respectivo equipo tendrá que elegir una llave. Una de las llaves que se le presentan al concursante enciende el bus y en consecuencia hace ganar el premio final a su equipo, mientras que las demás no. El equipo que haya subido a todos sus pasajeros o, en su defecto, el que tenga menos llaves tiene la prioridad de elegir primero (En caso de empate entre los equipos con menos llaves, se procede a sortear el orden, ya sea dando a elegir entre dos sobres que lo determinen o lanzando una moneda). Si la llave elegida no encendiera el bus, tendrá la posibilidad de probar una llave el equipo que quedó en segundo lugar y luego el que tiene más llaves. El equipo que logra encender el bus obtiene el triunfo en forma inmediata y se mostrará la carta que contiene el número de las llaves correctas, uno por equipo. En ese momento (cuando TVN estuvo en la grabación o transmisión en vivo) el bus del equipo ganador, en medio de la euforia, comienza a salir del estudio dejando atrás a los otros dos buses.

## Equipos ganadores por capítulo

### Primera versión

#### Primera temporada (2006)
| Fecha de emisión         | Equipo ganador |
| ------------------------ | -------------- |
| 16 de julio de 2006      | Equipo Verde   |
| 23 de julio de 2006      | Equipo Rojo    |
| 30 de julio de 2006      | Equipo Azul    |
| 6 de agosto de 2006      | Equipo Rojo    |
| 13 de agosto de 2006     | Equipo Rojo    |
| 20 de agosto de 2006     | Equipo Verde   |
| 27 de agosto de 2006     | Equipo Azul    |
| 3 de septiembre de 2006  | Equipo Azul    |
| 10 de septiembre de 2006 | Equipo Rojo    |
| 17 de septiembre de 2006 | Equipo Rojo    |
| 24 de septiembre de 2006 | Equipo Azul    |
| 1 de octubre de 2006     | Equipo Azul    |
| 8 de octubre de 2006     | Equipo Azul    |
| 15 de octubre de 2006    | Equipo Rojo    |
| 22 de octubre de 2006    | Equipo Rojo    |
| 29 de octubre de 2006    | Equipo Rojo    |
| 5 de noviembre de 2006   | Equipo Verde   |
| 12 de noviembre de 2006  | Equipo Rojo    |
| 19 de noviembre de 2006  | Equipo Verde   |
| 26 de noviembre de 2006  | Equipo Azul    |
| 3 de diciembre de 2006   | Equipo Rojo    |
| 17 de diciembre de 2006  | Equipo Rojo    |
| 23 de diciembre de 2006  | Equipo Rojo    |

#### Segunda temporada (2007)
| Fecha de emisión         | Equipo ganador |
| ------------------------ | -------------- |
| 13 de mayo de 2007       | Equipo Verde   |
| 20 de mayo de 2007       | Equipo Rojo    |
| 27 de mayo de 2007       | Equipo Azul    |
| 3 de junio de 2007       | Equipo Rojo    |
| 10 de junio de 2007      | Equipo Azul    |
| 17 de junio de 2007      | Equipo Azul    |
| 24 de junio de 2007      | Equipo Verde   |
| 8 de julio de 2007       | Equipo Rojo    |
| 15 de julio de 2007      | Equipo Azul    |
| 22 de julio de 2007      | Equipo Azul    |
| 29 de julio de 2007      | Equipo Verde   |
| 5 de agosto de 2007      | Equipo Verde   |
| 12 de agosto de 2007     | Equipo Verde   |
| 19 de agosto de 2007     | Equipo Azul    |
| 26 de agosto de 2007     | Equipo Azul    |
| 2 de septiembre de 2007  | Equipo Azul    |
| 9 de septiembre de 2007  | Equipo Azul    |
| 16 de septiembre de 2007 | Equipo Rojo    |
| 23 de septiembre de 2007 | Equipo Rojo    |
| 30 de septiembre de 2007 | Equipo Verde   |
| 7 de octubre de 2007     | Equipo Azul    |
| 14 de octubre de 2007    | Equipo Rojo    |
| 21 de octubre de 2007    | Equipo Verde   |
| 28 de octubre de 2007    | Equipo Azul    |
| 4 de noviembre de 2007   | Equipo Rojo    |
| 11 de noviembre de 2007  | Equipo Rojo    |
| 18 de noviembre de 2007  | Equipo Rojo    |
| 25 de noviembre de 2007  | Equipo Verde   |
| 2 de diciembre de 2007   | Equipo Rojo    |
| 9 de diciembre de 2007   | Equipo Rojo    |
| 16 de diciembre de 2007  | Equipo Verde   |
| 23 de diciembre de 2007  | Equipo Azul    |
| 30 de diciembre de 2007  | Equipo Verde   |

#### La familia del Último pasajero (verano de 2008)
| Fecha de emisión      | Equipo ganador  |
| --------------------- | --------------- |
| 5 de enero de 2008    | Equipo Naranjo  |
| 12 de enero de 2008   | Equipo Naranjo  |
| 19 de enero de 2008   | Equipo Amarillo |
| 26 de enero de 2008   | Equipo Amarillo |
| 2 de febrero de 2008  | Equipo Morado   |
| 9 de febrero de 2008  | Equipo Naranjo  |
| 16 de febrero de 2008 | Equipo Amarillo |
| 1 de marzo de 2008    | Equipo Naranjo  |

#### Tercera temporada (2008)
| Fecha de emisión         | Equipo ganador |
| ------------------------ | -------------- |
| 8 de junio de 2008       | Equipo Rojo    |
| 15 de junio de 2008      | Equipo Verde   |
| 22 de junio de 2008      | Equipo Rojo    |
| 29 de junio de 2008      | Equipo Verde   |
| 6 de julio de 2008       | Equipo Verde   |
| 13 de julio de 2008      | Equipo Rojo    |
| 20 de julio de 2008      | Equipo Rojo    |
| 27 de julio de 2008      | Equipo Verde   |
| 3 de agosto de 2008      | Equipo Verde   |
| 10 de agosto de 2008     | Equipo Verde   |
| 17 de agosto de 2008     | Equipo Verde   |
| 24 de agosto de 2008     | Equipo Verde   |
| 7 de septiembre de 2008  | Equipo Verde   |
| 14 de septiembre de 2008 | Equipo Rojo    |
| 21 de septiembre de 2008 | Equipo Verde   |
| 28 de septiembre de 2008 | Equipo Verde   |
| 5 de octubre de 2008     | Equipo Rojo    |
| 12 de octubre de 2008    | Equipo Azul    |
| 19 de octubre de 2008    | Equipo Rojo    |
| 2 de noviembre de 2008   | Equipo Rojo    |
| 9 de noviembre de 2008   | Equipo Rojo    |
| 16 de noviembre de 2008  | Equipo Azul    |
| 23 de noviembre de 2008  | Equipo Verde   |
| 30 de noviembre de 2008  | Equipo Azul    |
| 14 de diciembre de 2008  | Equipo Rojo    |
| 21 de diciembre de 2008  | Equipo Verde   |

#### Cuarta temporada (2010)
| Fecha de emisión         | Equipo ganador |
| ------------------------ | -------------- |
| 7 de agosto de 2010      | Equipo Verde   |
| 14 de agosto de 2010     | Equipo Azul    |
| 21 de agosto de 2010     | Equipo Verde   |
| 28 de agosto de 2010     | Equipo Azul    |
| 4 de septiembre de 2010  | Equipo Verde   |
| 11 de septiembre de 2010 | Equipo Rojo    |
| 25 de septiembre de 2010 | Equipo Rojo    |
| 2 de octubre de 2010     | Equipo Verde   |
| 9 de octubre de 2010     | Equipo Rojo    |
| 16 de octubre de 2010    | Equipo Rojo    |
| 23 de octubre de 2010    | Equipo Azul    |
| 30 de octubre de 2010    | Equipo Azul    |
| 6 de noviembre de 2010   | Equipo Azul    |
| 20 de noviembre de 2010  | Equipo Azul    |
| 27 de noviembre de 2010  | Equipo Azul    |
| 11 de diciembre de 2010  | Equipo Azul    |
| 18 de diciembre de 2010  | Equipo Rojo    |
| 23 de diciembre de 2010  | Equipo Verde   |
| 25 de diciembre de 2010  | Equipo Rojo    |

### Segunda versión

#### Primera temporada (2022)
| Fecha de emisión         | Equipo ganador |
| ------------------------ | -------------- |
| 5 de junio de 2022       | Equipo Verde   |
| 12 de junio de 2022      | Equipo Verde   |
| 19 de junio de 2022      | Equipo Rojo    |
| 26 de junio de 2022      | Equipo Verde   |
| 3 de julio de 2022       | Equipo Azul    |
| 17 de julio de 2022      | Equipo Verde   |
| 24 de julio de 2022      | Equipo Verde   |
| 31 de julio de 2022      | Equipo Azul    |
| 7 de agosto de 2022      | Equipo Azul    |
| 14 de agosto de 2022     | Equipo Verde   |
| 21 de agosto de 2022     | Equipo Azul    |
| 28 de agosto de 2022     | Equipo Rojo    |
| 11 de septiembre de 2022 | Equipo Verde   |

| Año  | Premio         | Categoría                | Resultado |
| ---- | -------------- | ------------------------ | --------- |
| 2006 | Copihue de Oro | Programa de entretención | Nominado  |
| 2007 | BKN Awards     | Programa de TV + BKN     | Nominado  |
| 2008 | Premios Fotech | Mejor programa juvenil   | Ganador   |

## Otras versiones
| País       | Cadena de TV                                 | Fechas de emisión                                                                       |
| ---------- | -------------------------------------------- | --------------------------------------------------------------------------------------- |
| Argentina  | Telefe El Trece (formato de "A Todo o Nada") | 1 de mayo de 2005-26 de noviembre de 2009 3 de mayo de 2011-19 de diciembre de 2014     |
| Chile      | TVN Chilevisión                              | 16 de julio de 2006-25 de diciembre de 2010 5 de junio de 2022-11 de septiembre de 2022 |
| Grecia     | ANT1                                         | 2007-2008                                                                               |
| Vietnam    | VTV3                                         | 2007-2009                                                                               |
| Brasil     | RedeTV!                                      | 29 de agosto de 2010-4 de agosto de 2013                                                |
| Portugal   | RTP                                          | 8 de noviembre de 2009-7 de febrero de 2010                                             |
| Perú       | Frecuencia Latina                            | 21 de marzo de 2011-diciembre de 2011 2 de marzo de 2015-1 de agosto de 2015            |
| Ecuador    | Gamavisión                                   | 2014                                                                                    |
| Costa Rica | Teletica                                     | marzo-noviembre de 2015                                                                 |
| Uruguay    | Teledoce                                     | 3 de julio de 2022-presente                                                             |